# 東雲あきら
東雲 あきら（しののめ あきら）は、元OSK日本歌劇団の男役トップスター。三重県出身。

## 略歴
- 1973年、鈴鹿大学短期大学部卒業[1]。
- 1975年、日本歌劇学校入学。50期生。

- 1977年3月、あやめ池円型大劇場「春のおどり シンデレラ・パリ」で初舞台。

- トップお披露目公演は1987年3月、近鉄劇場「楊貴妃/夢見桜ラプソディ」。

- 1996年1月30日退団。退団公演は近鉄劇場「THIS is MY LIFE」。

## 主な舞台
- 1982年 OSK創立60周年記念公演「楊貴妃」- 楊貴妃[2]
- 1987年 OSK創立65周年記念 近鉄劇場特別公演「楊貴妃」- 玄宗皇帝 [2]/「夢見桜ラプソディ」

- 1988年 特別公演 「果てしなき流れの果てに」原作：小松左京

- 1988年 秋季公演 「愛のサラダ記念日」 作・演出：原彰

- 1989年 4月 「相合橋夢物語」 作：北林佐和子

- 1989年 6月 東雲あきら リサイタル「HELLO MY DREAM！」

- 1990年 特別公演 「大津皇子」 原作：黒岩重吾

- 1990年 秋季公演 「恋夢幻」 原作：北林佐和子

- 1991年 特別公演 「アップフェルラント物語」- フライシャー警部 原作：田中芳樹

- 1991年 秋季公演 「ブルースに抱かれて眠れ」- ハリー 作・演出：吉峯暁子

- 1992年 特別公演 「Dancing Wave ARABESQUE」作・演出：海野洋司

- 1992年 秋季公演 「ダンシングOSK～秋のおどり～」

- 1993年 春季公演 「ファンタジアランド」   作・演出：原彰

- 1994年 春季公演 「ダンシングドリーム」作・演出：吉峯暁子

- 1994年 東雲あきら リサイタル 「A SONG FOR YOU」

- 1995年 特別公演 「天上の虹～星になった万葉人～」- 大海人 / 天武 原作：里中満智子

- 1994年 12月 「ジャンピングパズル」

- 1995年 秋季公演 「ラブ・スクランブル」 東雲あきら作・演出

- 1996年 1月 東雲あきらリサイタル「This is My Life」＊ファイナル公演

### 退団後の主な舞台
- OSK日本歌劇団 創立90周年感謝の夕べ～夢の絆～[3]
- OSK日本歌劇団 OG公演「Eternal Glory」(2024年5月3日・4日、大阪松竹座）[4]
- OSK日本歌劇団 OG公演「Forever Dream」(2025年5月2日・3日、大阪松竹座）[5][6]